# アルゼンチン航空
アルゼンチン航空（アルゼンチンこうくう、スペイン語: Aerolíneas Argentinas、アエロリネアス・アルヘンティーナス）は、アルゼンチンの航空会社で、同国のフラッグキャリアである。1990年代に民営化されたが、2008年7月に再国営化が発表された。

## 概要

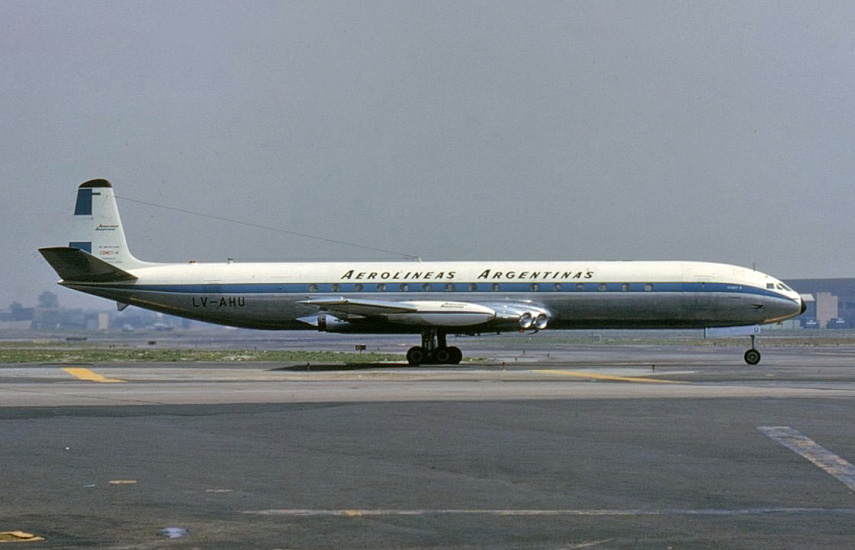
アルゼンチン航空のデ・ハビランド DH.106 コメット

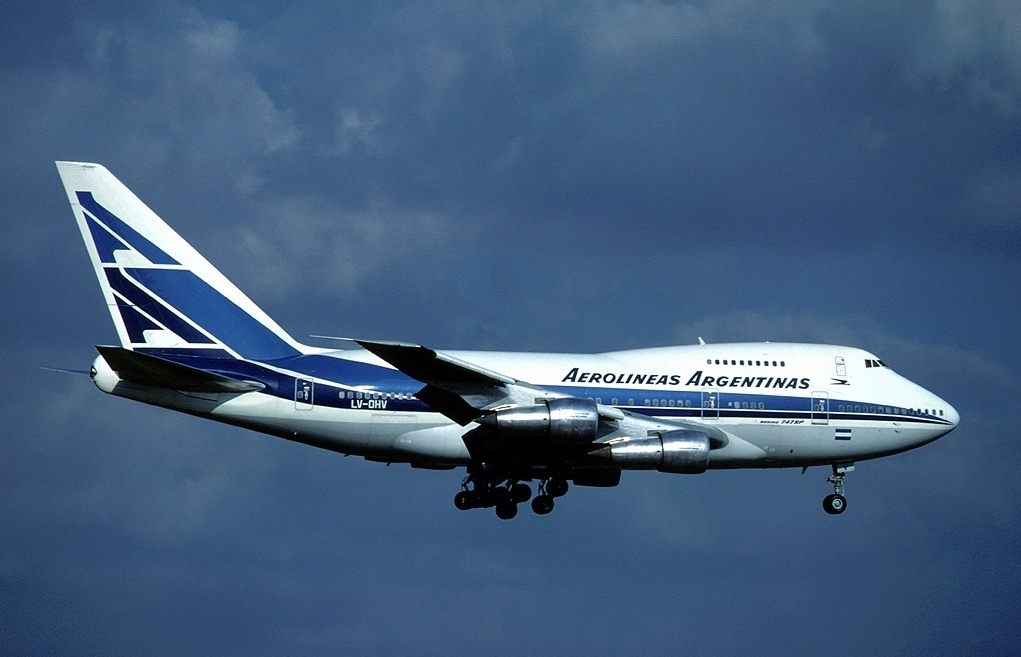
アルゼンチン航空のボーイング747-SP

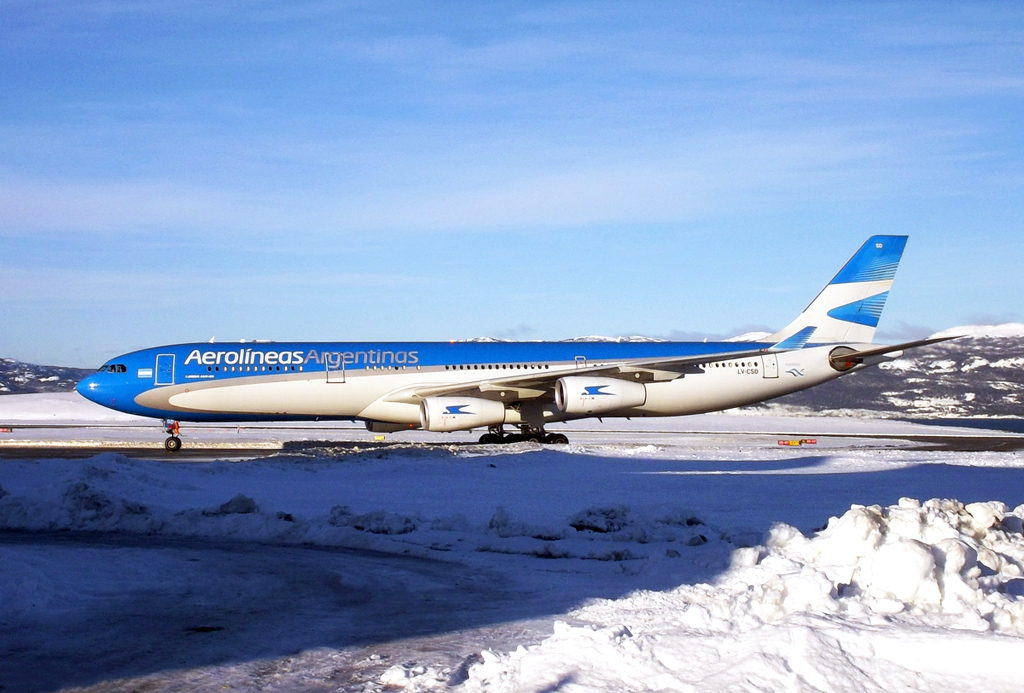
アルゼンチン航空のエアバスA340-300

### 歴史
1929年に、前身のアエロポスタ社として郵便物の運搬を開始した。その後国内線の旅客便の運航を開始し、さらにブラジルやチリ、ボリビアなどの近隣諸国へ就航した。1940年代にダグラスDC-4を導入し北アメリカにその路線網を広げた。
1950年代後半に初のジェット機としてデ・ハビランド DH.106 コメットを導入し、1960年代にはボーイング707によってジェット化が進んだ。1970年代にはボーイング747を導入して、旧宗主国のスペインの首都、マドリードへの運航を開始した。
その後ボーイング747-SPなどを導入しさらに路線が拡充されて、南極周り線でオークランドやシドニーへの運航を開始した。またボーイング727やボーイング737を導入し、国内線や近距離国際線のジェット化を進めた。
1990年代後半にアルゼンチンの経済危機から経営状況が悪化し、ボーイング747-SPなどの燃費効率の悪い大型機の退役や不採算路線からの撤退を進めた。

### 現在
ブエノスアイレスのエセイサ国際空港(EZE)からアルゼンチン国内をはじめ南アメリカや北アメリカ、ヨーロッパへの路線を運航している。なお、一部の国内線については子会社・アウストラル航空とのコードシェアで運航されている。
南アメリカの近隣諸国への路線が多い他、歴史的背景からヨーロッパへの長距離路線も運航されている。ヨーロッパ路線ではスペインのマドリードやバルセロナのほか、イタリアのローマへの路線にも就航している。北アメリカ路線は現在、マイアミとニューヨーク(JFK)への路線を運航している。
南アメリカから南極周りでオセアニア（ブエノスアイレス - シドニー）線を就航させている数少ない航空会社の1つであったが、2014年4月で路線を休止し、現在はコードシェアしたニュージーランド航空運航の便がブエノスアイレス - オークランド線を就航している。
かつては北アメリカ路線ではロサンゼルスへ、ヨーロッパ路線ではロンドンやフランクフルトなどへの自社便を運航していたが、同時多発テロやイラク戦争等の影響で運航を休止している。
2012年のスカイチーム加盟後はアライアンスパートナー（デルタ航空、大韓航空、アエロメヒコ航空、エールフランス等）による運航が可能になったことから、自社機の乗り入れを減らすかわりにコードシェアによって運航されている。
近年は老朽化した機材の更新が進み、長距離国際線の主力は自主発注導入のボーイング747や同SPから中型機のエアバスA330へ変わった。2012年8月時点の機体年齢は11.5年。
2010年にブランドロゴと塗装を変更した。また、同年11月30日には国際航空連合・スカイチームへの加盟契約を行い、2012年8月29日に正式加盟した。
2015年からは国際線用機材として他社からの中古機材が多数占めていたA340型とボーイング747-475からのリプレースを目的としたA330型機の導入を進めており、主力路線であるブエノスアイレス - スペイン・マドリード線とニューヨーク線などに投入した。

## 路線
- ☆＝自社機乗り入れ路線
- ＊＝スカイチーム・コードシェアリングおよびスカイチーム・パートナー路線

### 国内線
- ブエノスアイレスを中心にコルドバ、ロサリオ、ウシュアイアなど35都市に就航

### 南アメリカ
- ボリビア
  - ☆サンタクルス
- ブラジル　
  - ☆フロリアノーポリス　
  - ☆ポルト・アレグレ　
  - ☆リオデジャネイロ　
  - ☆サンパウロ
- チリ　
  - ☆サンティアゴ・デ・チレ
- コロンビア　
  - ☆ボゴタ
- パラグアイ　
  - ☆アスンシオン
- ペルー　
  - ☆リマ
- ウルグアイ　
  - ☆モンテビデオ　
  - ☆プンタ・デル・エステ
- ベネズエラ　
  - ☆カラカス

### 北アメリカ
- メキシコ　
  - ☆カンクン
- アメリカ合衆国　
  - ＊グアム
  - ＊サイパン
  - ＊ホノルル
  - ＊ヒロ
  - ＊サンフランシスコ
  - ＊ロサンゼルス
  - ＊サンディエゴ
  - ＊ラスベガス
  - ＊フェニックス
  - ＊ダラス・フォートワース
  - ＊ヒューストン
  - ＊デンバー
  - ＊シアトル
  - ＊ポートランド
  - ＊リノ
  - ＊デトロイト
  - ＊シカゴ
  - ＊ボストン
  - ＊☆ニューヨーク(JFK)
  - ＊ニューヨーク(LGA)
  - ＊ニューアーク
  - ＊フィラデルフィア
  - ＊ワシントンDC
  - ☆＊マイアミ
  - ＊タンパ
  - ＊フォートローダーデール
  - ＊オーランド2019年12月より乗り入れ[3]
  - ＊アトランタ
- カナダ
  - ＊バンクーバー
  - ＊カルガリー
  - ＊トロント
  - ＊モントリオール

### ヨーロッパ
- イタリア　
  - ☆ローマ
- スペイン　
  - ☆バルセロナ
  - ☆マドリード
- イギリス
  - ＊ロンドン(LHR)
  - ＊ロンドン(LGW)
  - ＊マンチェスター
- ベルギー
  - ＊ブリュッセル
- スイス
  - ＊チューリッヒ
  - ＊ジュネーヴ
- ドイツ
  - ＊フランクフルト
  - ＊ベルリン
- フィンランド
  - ＊ヘルシンキ
- ロシア
  - ＊モスクワ
  - ＊サンクトペテルブルク
  - ＊ハバロフスク
  - ＊ウラジオストク
  - ＊イルクーツク
  - ＊ユジノサハリンスク

### 極東・アジア
- 日本
  - ＊札幌
  - ＊函館
  - ＊青森
  - ＊秋田
  - ＊新潟
  - ＊成田
  - ＊羽田
  - ＊名古屋(セントレア)
  - ＊関西
  - ＊福岡
  - ＊那覇
- 韓国
  - ＊ソウル(仁川)
  - ＊ソウル(金浦)[4]
  - ＊釜山
  - ＊大邱[4]
  - ＊清州[4]
  - ＊済州[4]
- 台湾
  - ＊台北
- 香港
  - ＊香港
- 中国
  - ＊北京
  - ＊上海
  - ＊大連
- ベトナム
  - ＊ハノイ
  - ＊ホーチミン
- タイ
  - ＊バンコク
- マレーシア
  - ＊クアラルンプール
  - ＊ペナン
- シンガポール
  - ＊シンガポール
- インドネシア
  - ＊ジャカルタ
  - ＊デンパサール
  - ＊ジョグジャカルタ
- ブルネイ
  - ＊バンダルスリブガワン

### オセアニア
- オーストラリア
  - ＊シドニー
  - ＊メルボルン
- ニュージーランド
  - ＊オークランド

## 機材

### 現在の保有機材
| 機材                 | 保有数 | 発注数 | 座席数 | 座席数 | 座席数 | 備考                  |
| 機材                 | 保有数 | 発注数 | C      | Y      | 計     | 備考                  |
| -------------------- | ------ | ------ | ------ | ------ | ------ | --------------------- |
| エアバスA330-200     | 10     | -      | 24     | 248    | 272    |                       |
| ボーイング737-700    | 6      | -      | 8      | 120    | 128    |                       |
| ボーイング737-800    | 28     | ‐      | 8      | 162    | 170    |                       |
| ボーイング737-8 MAX  | 12     | -      | 8      | 162    | 170    |                       |
| エンブラエル E190    | 26     | -      | 8      | 88     | 96     | E195-E2に置き換え予定 |
| エンブラエル E195-E2 | -      | 12     | 未定   | 未定   | 未定   | E190を置き換え予定    |
| 貨物用機材           |        |        |        |        |        |                       |
| ボーイング737-800SF  | 2      | ‐      | 貨物   | 貨物   | 貨物   |                       |
| 計                   | 82     | 12     |        |        |        |                       |

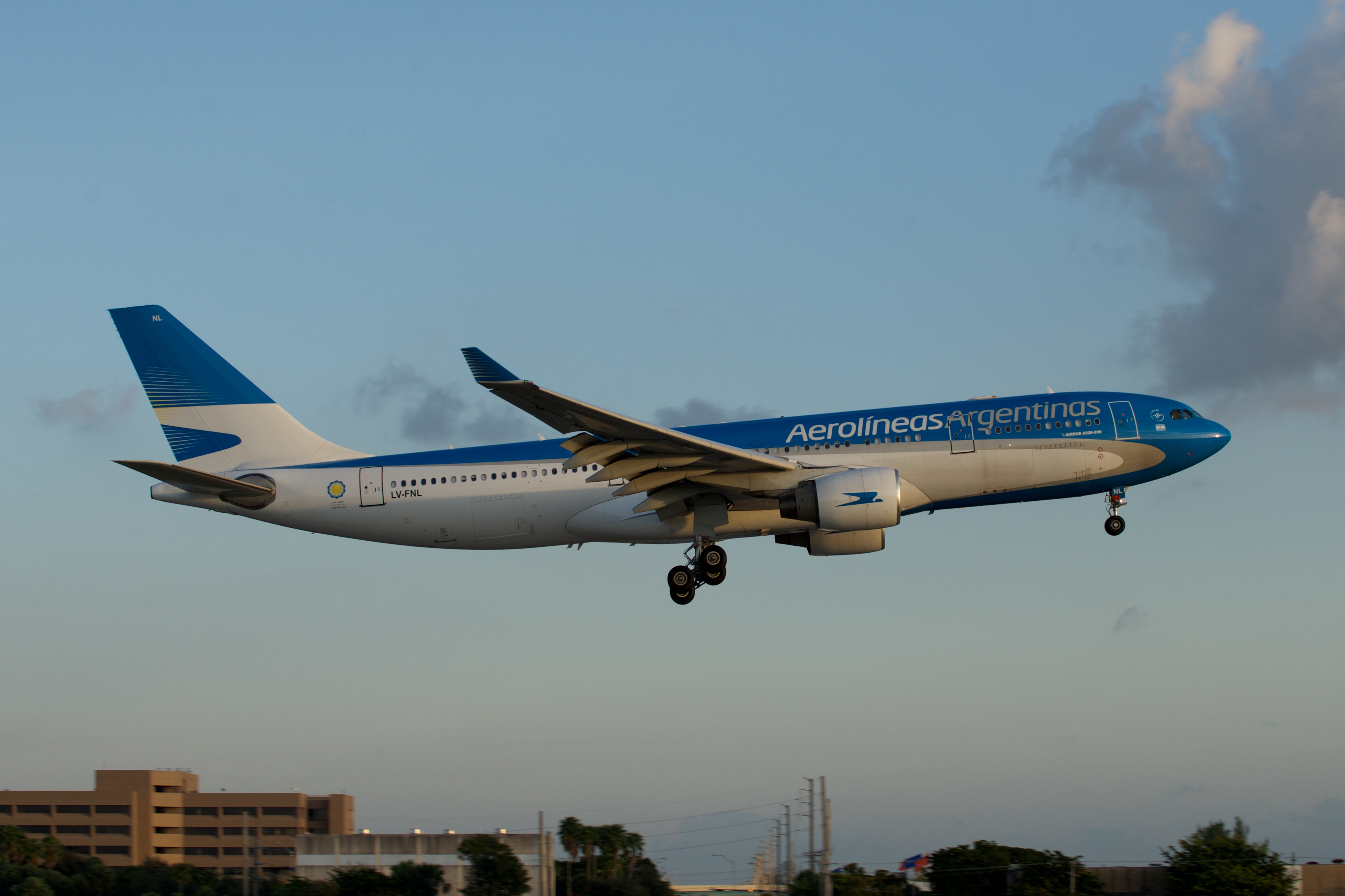
エアバス A330-200
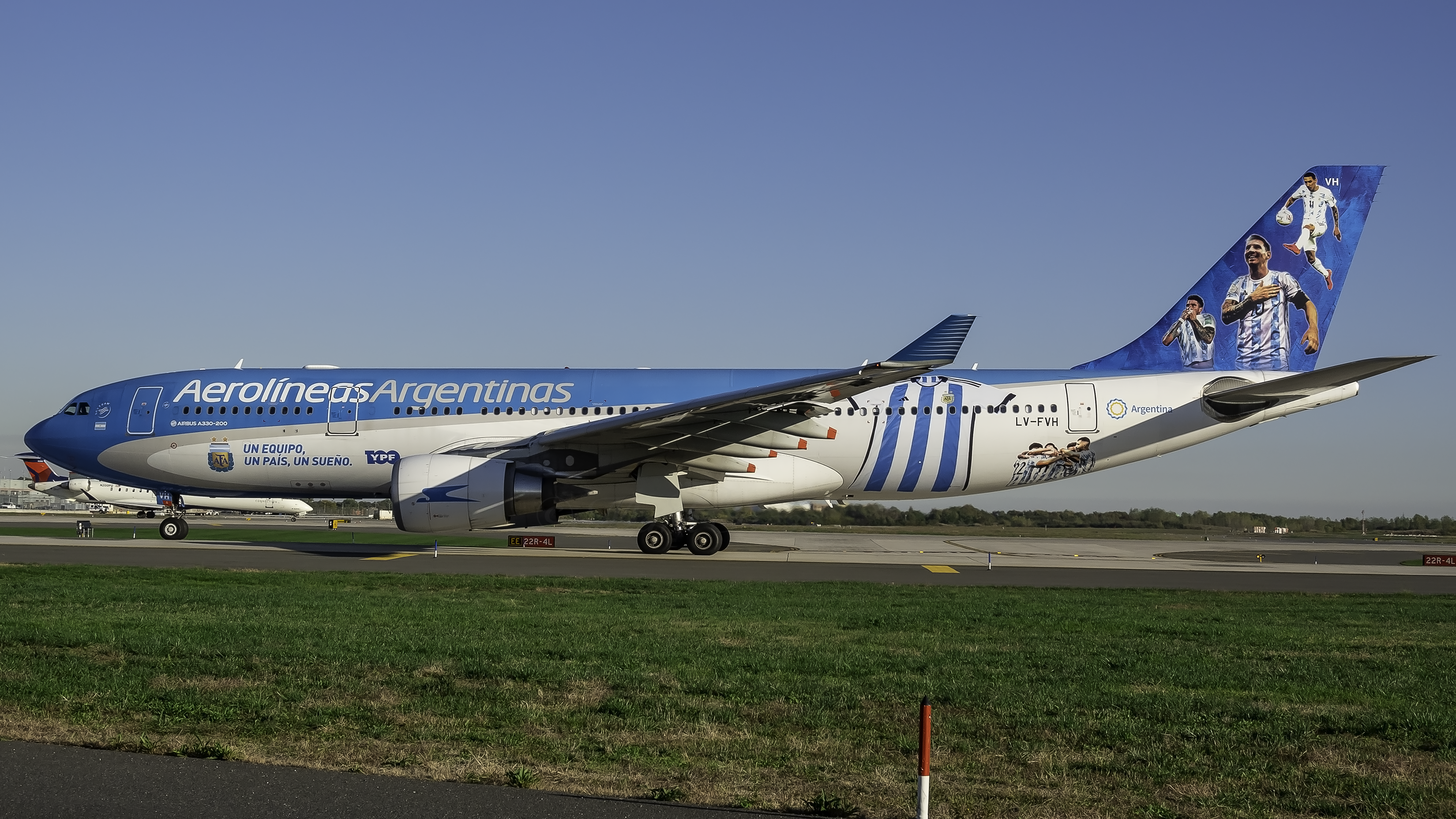
エアバス A330-200（サッカーアルゼンチン代表特別塗装）
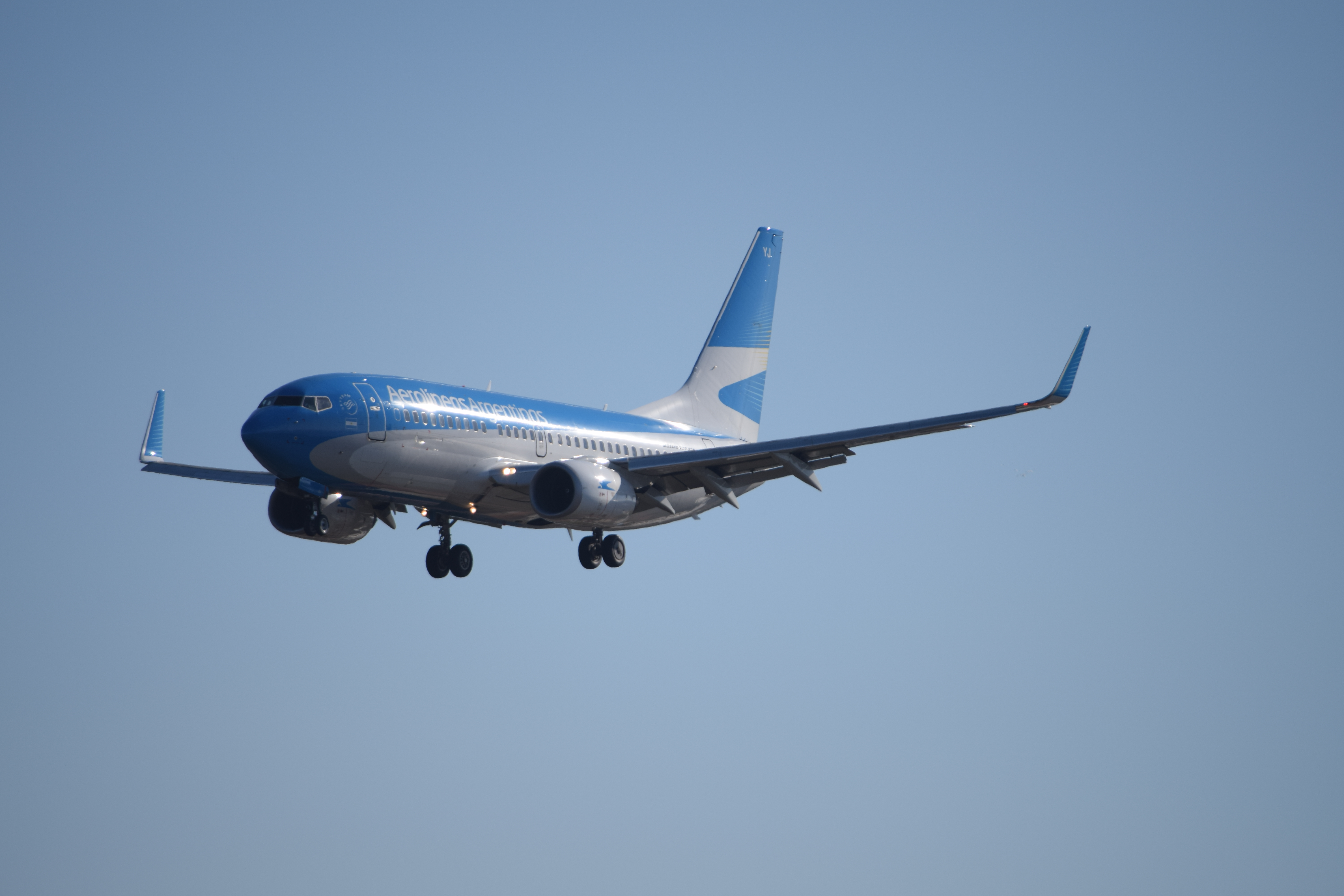
ボーイング737-700
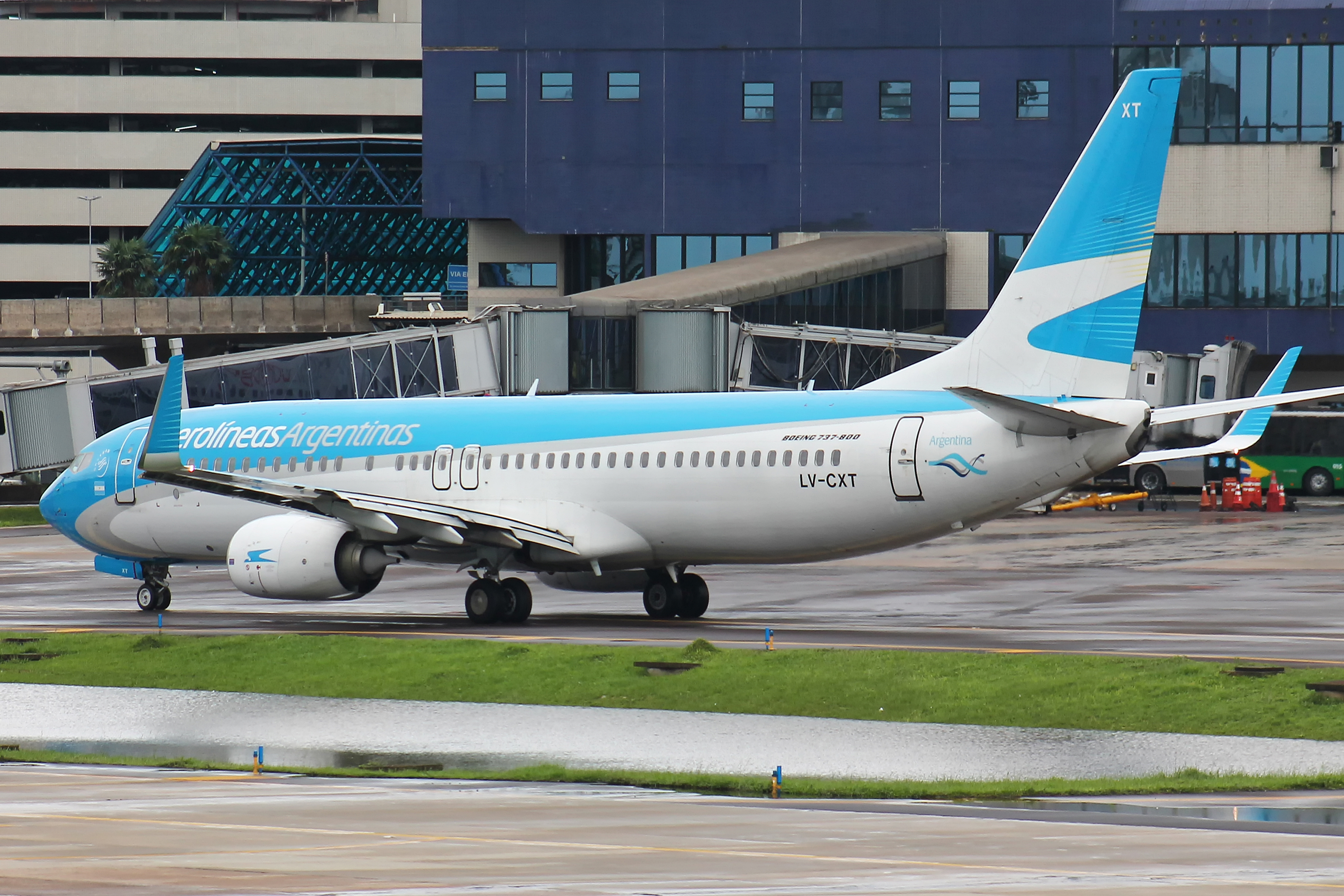
ボーイング737-800

### 退役機材

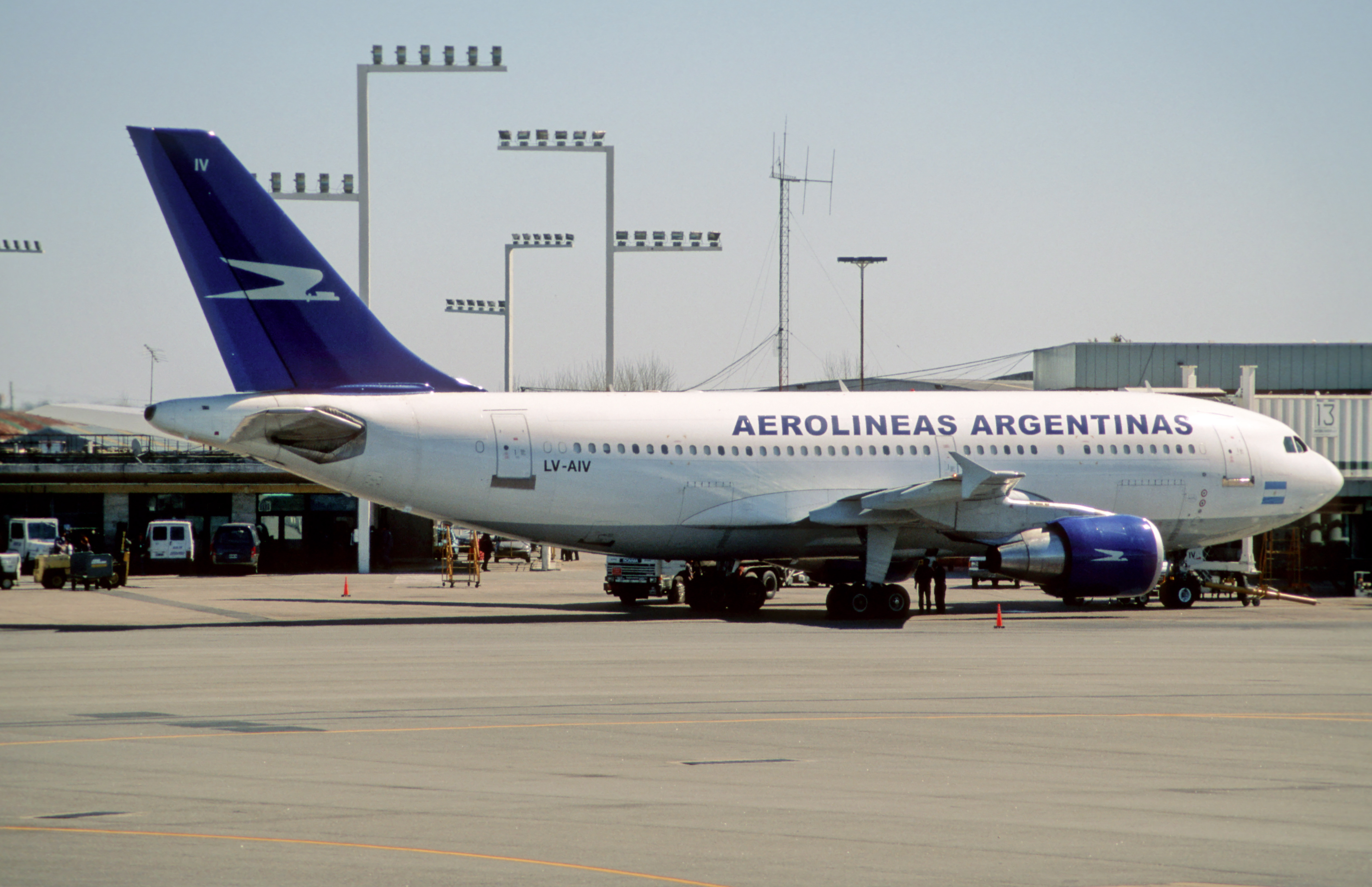
エアバスA310-300
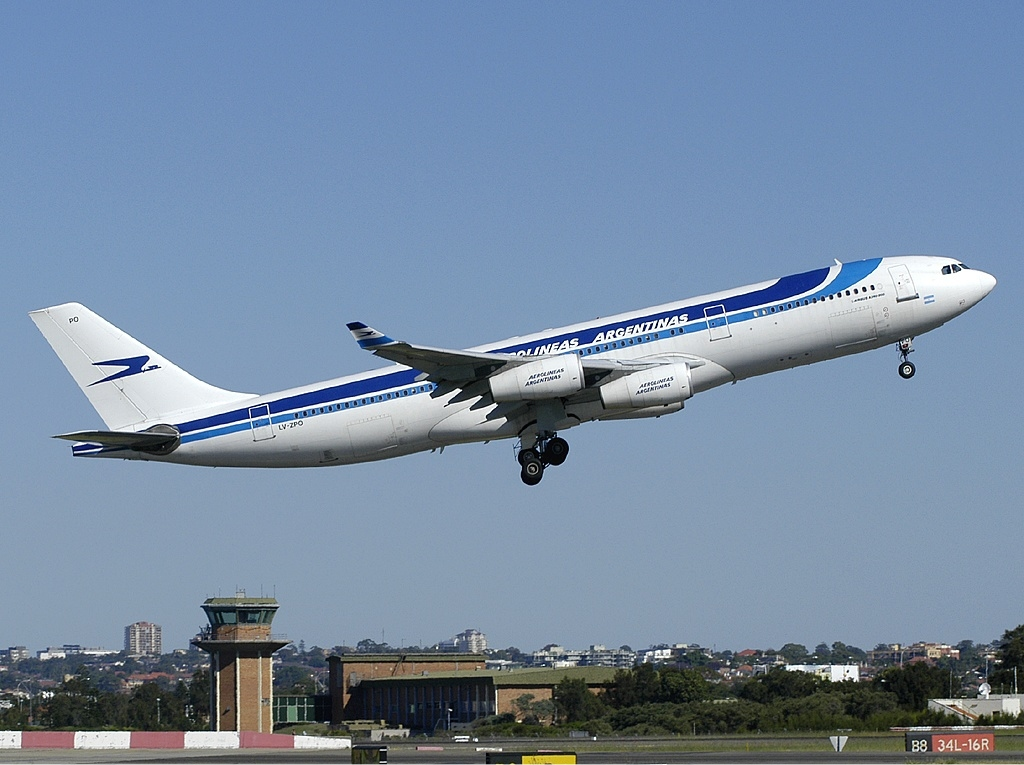
エアバスA320-200
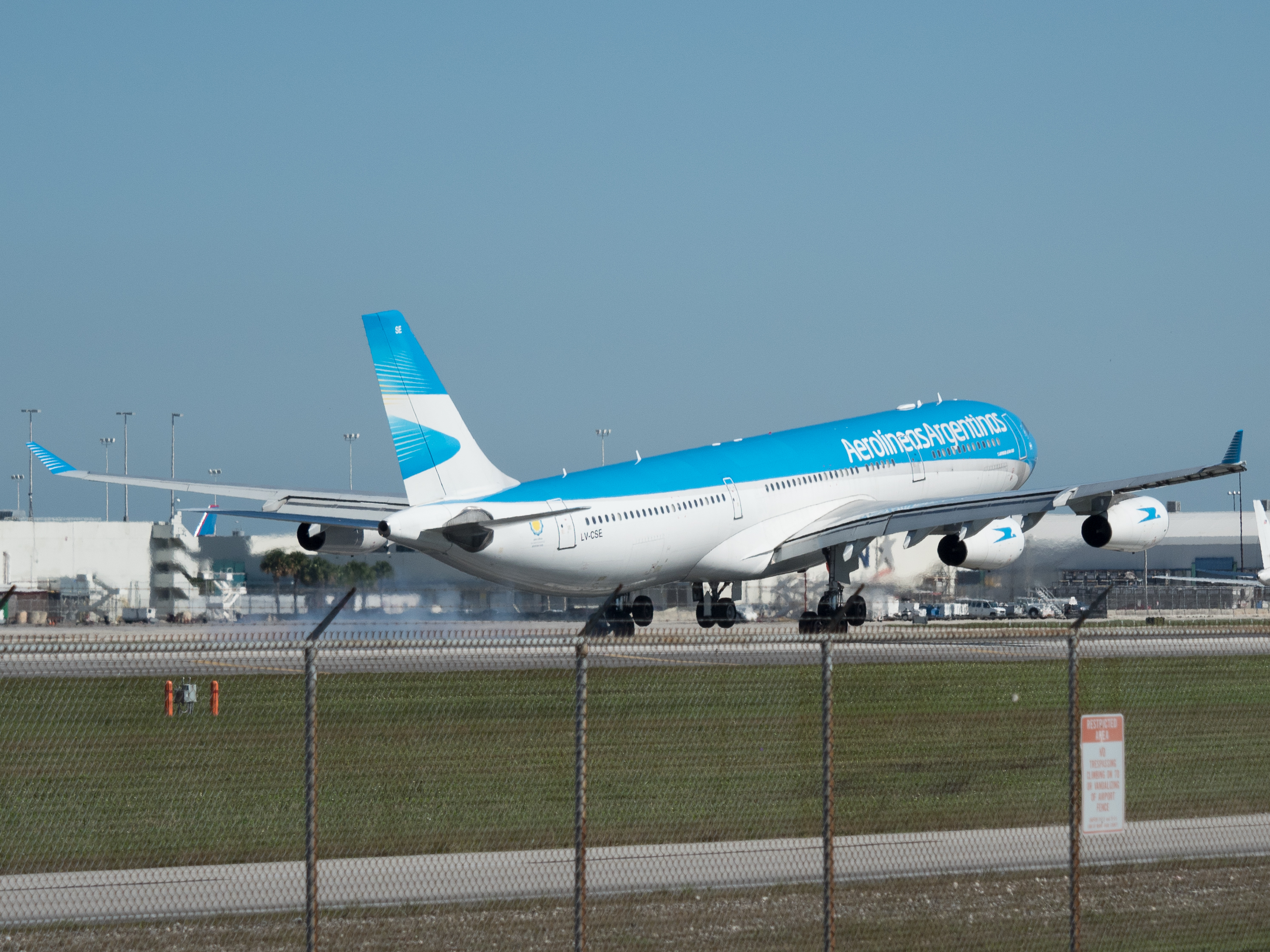
エアバスA340-200/300
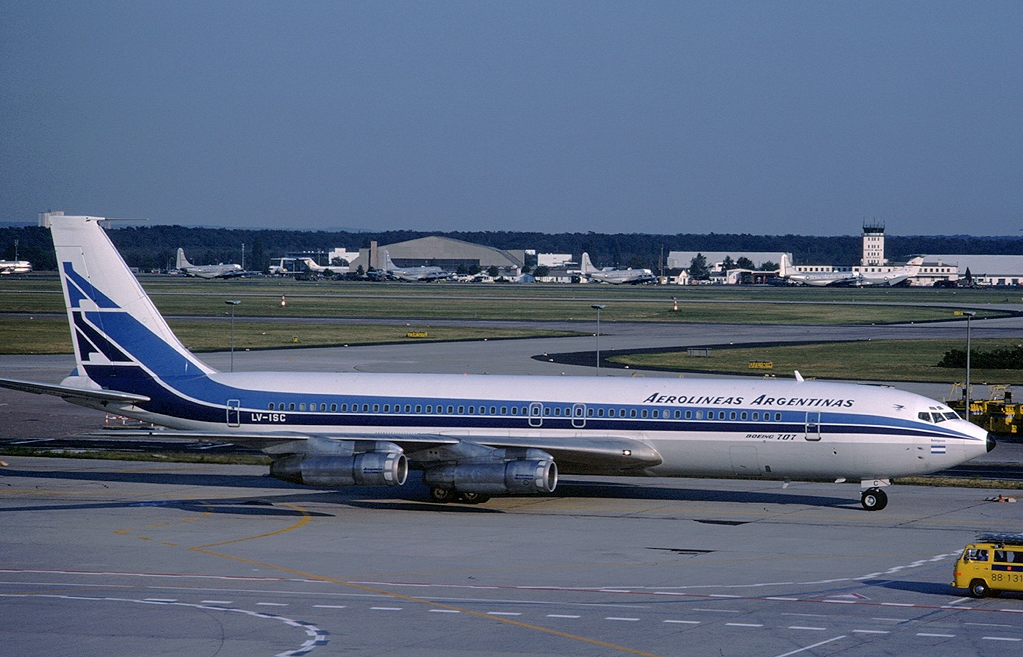
ボーイング707-320B/C
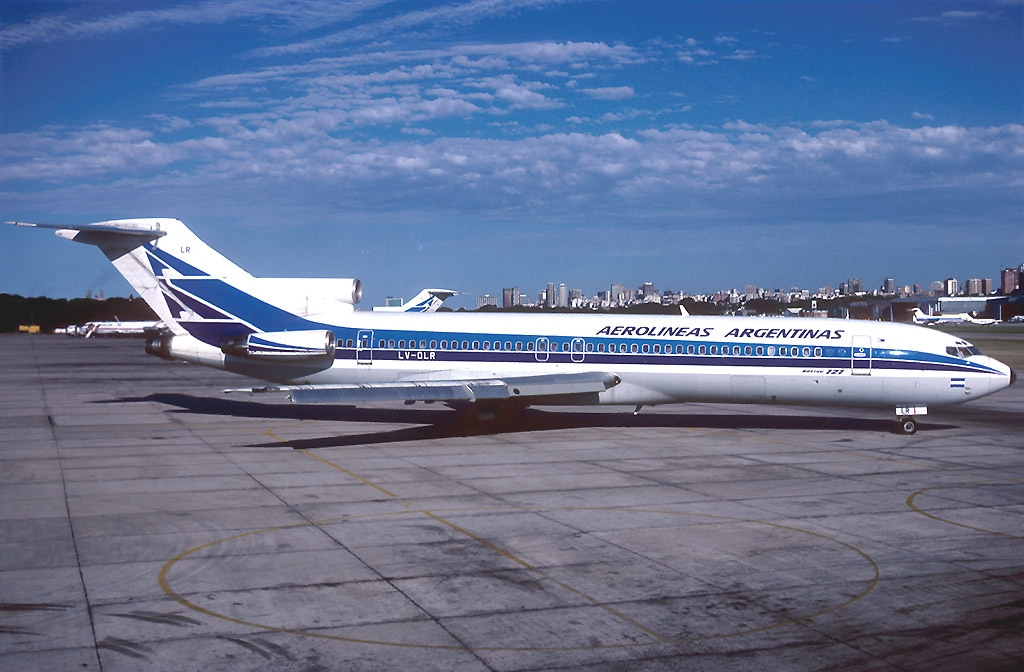
ボーイング727-100/200
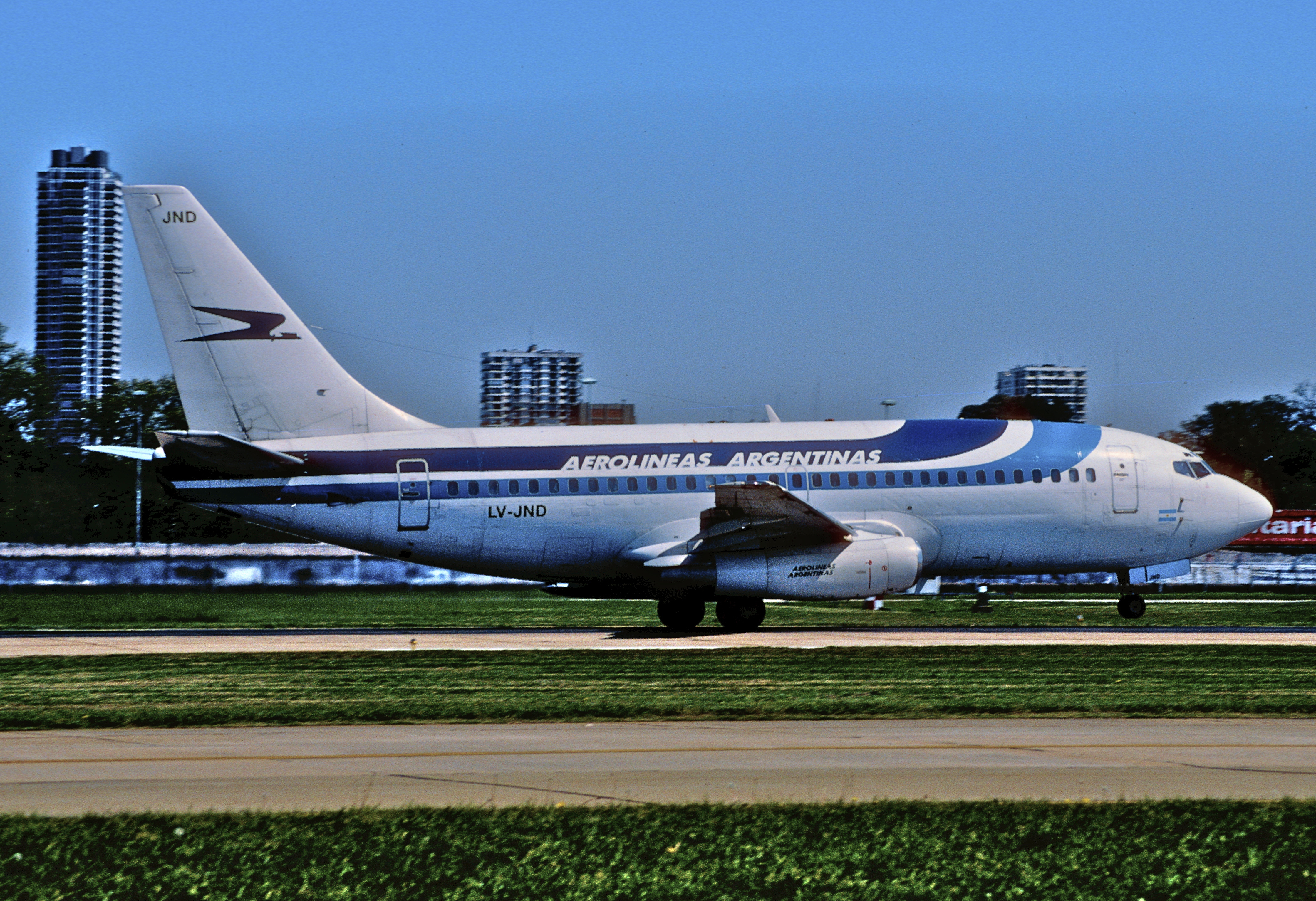
ボーイング737-200
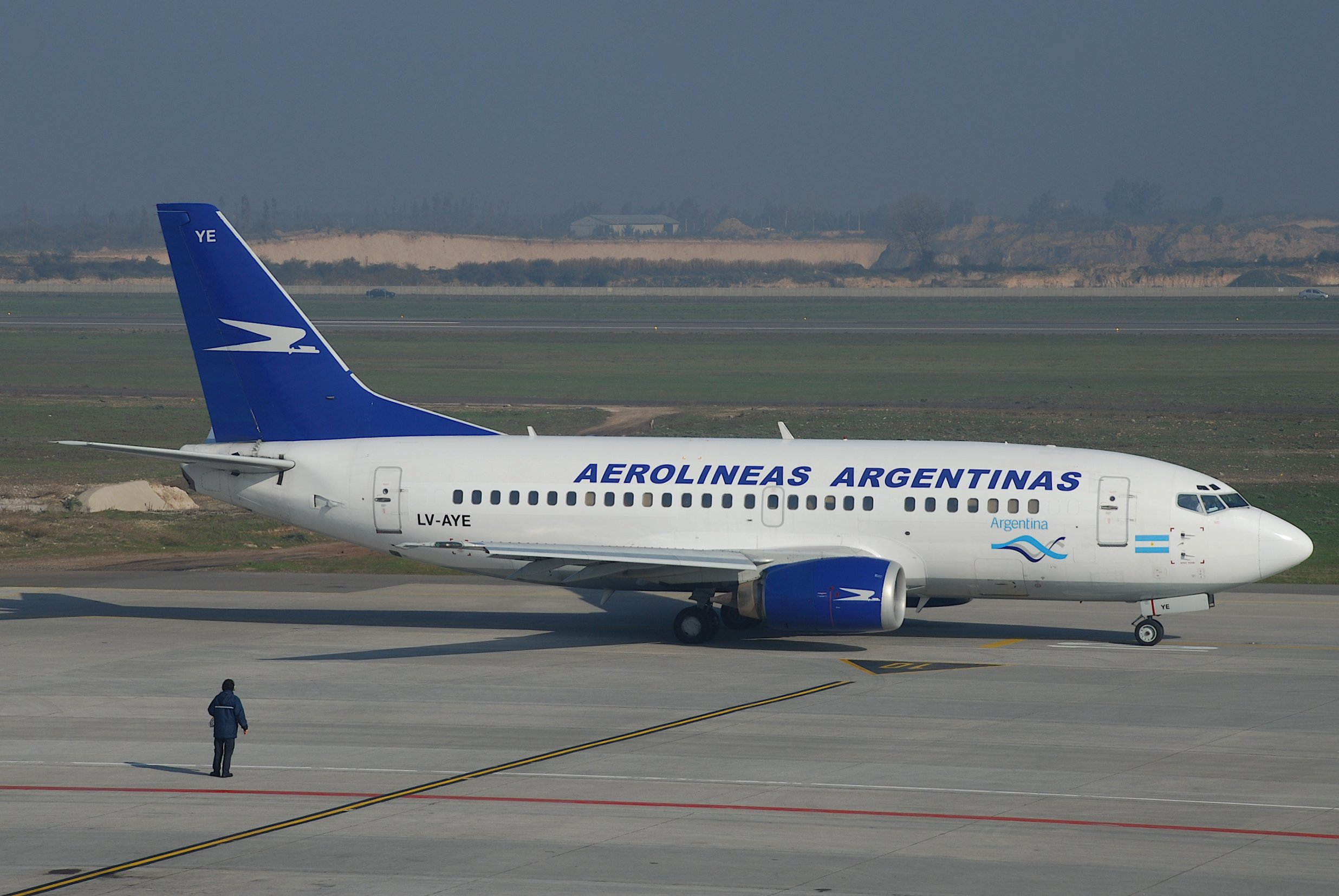
ボーイング737-300SF/500
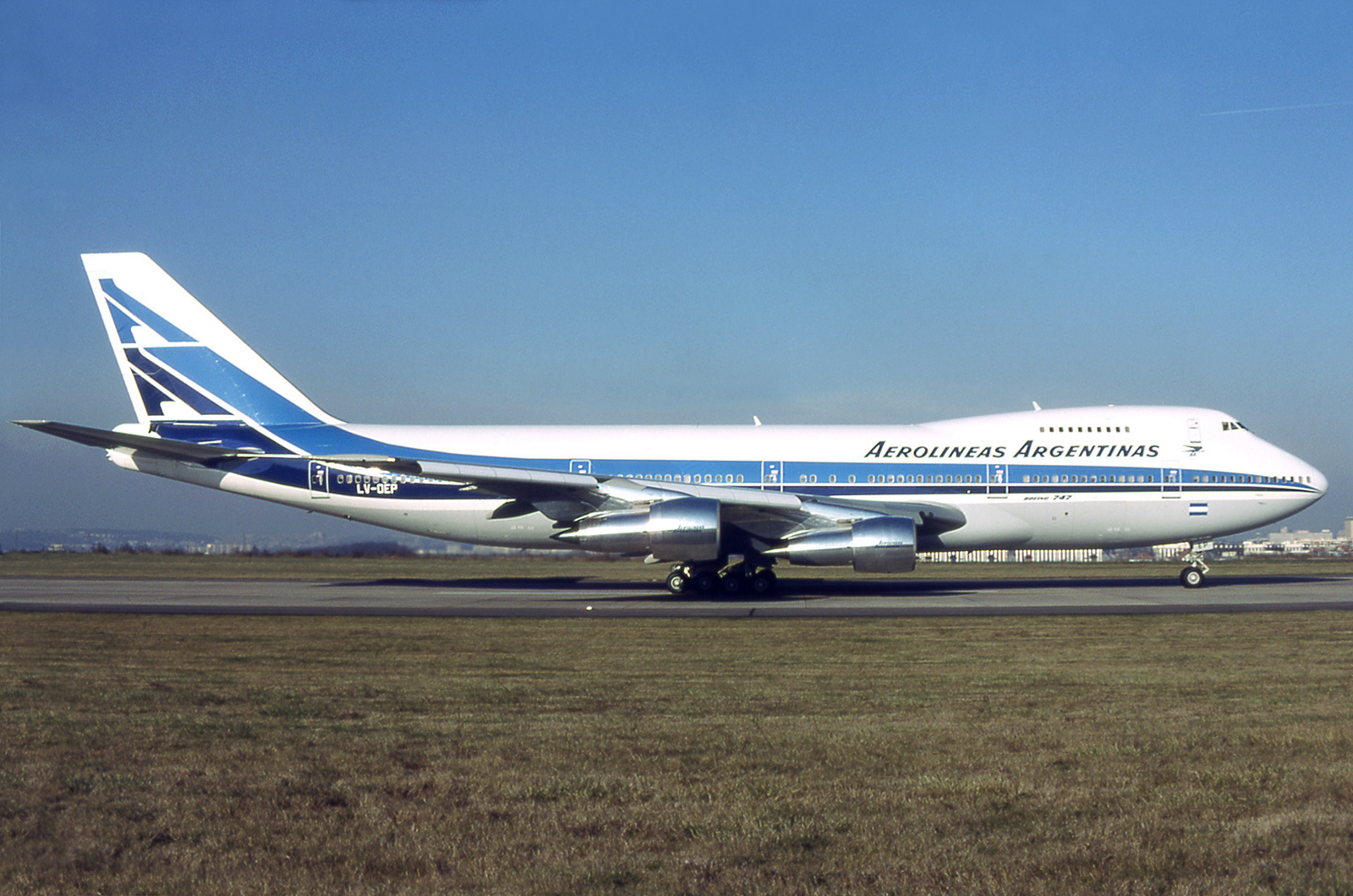
ボーイング747-200B
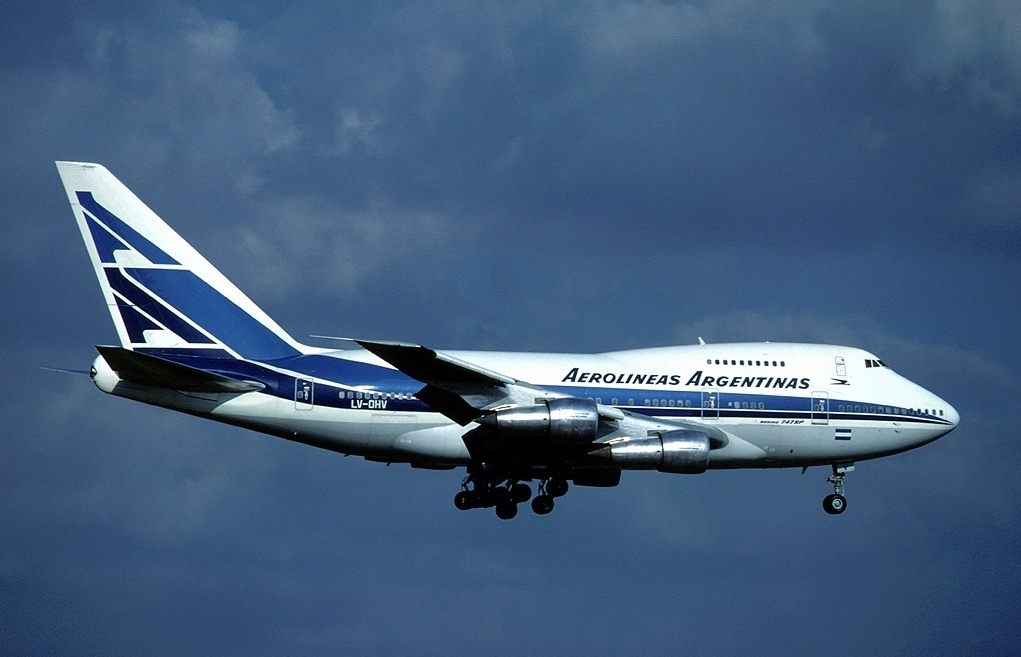
ボーイング747-SP
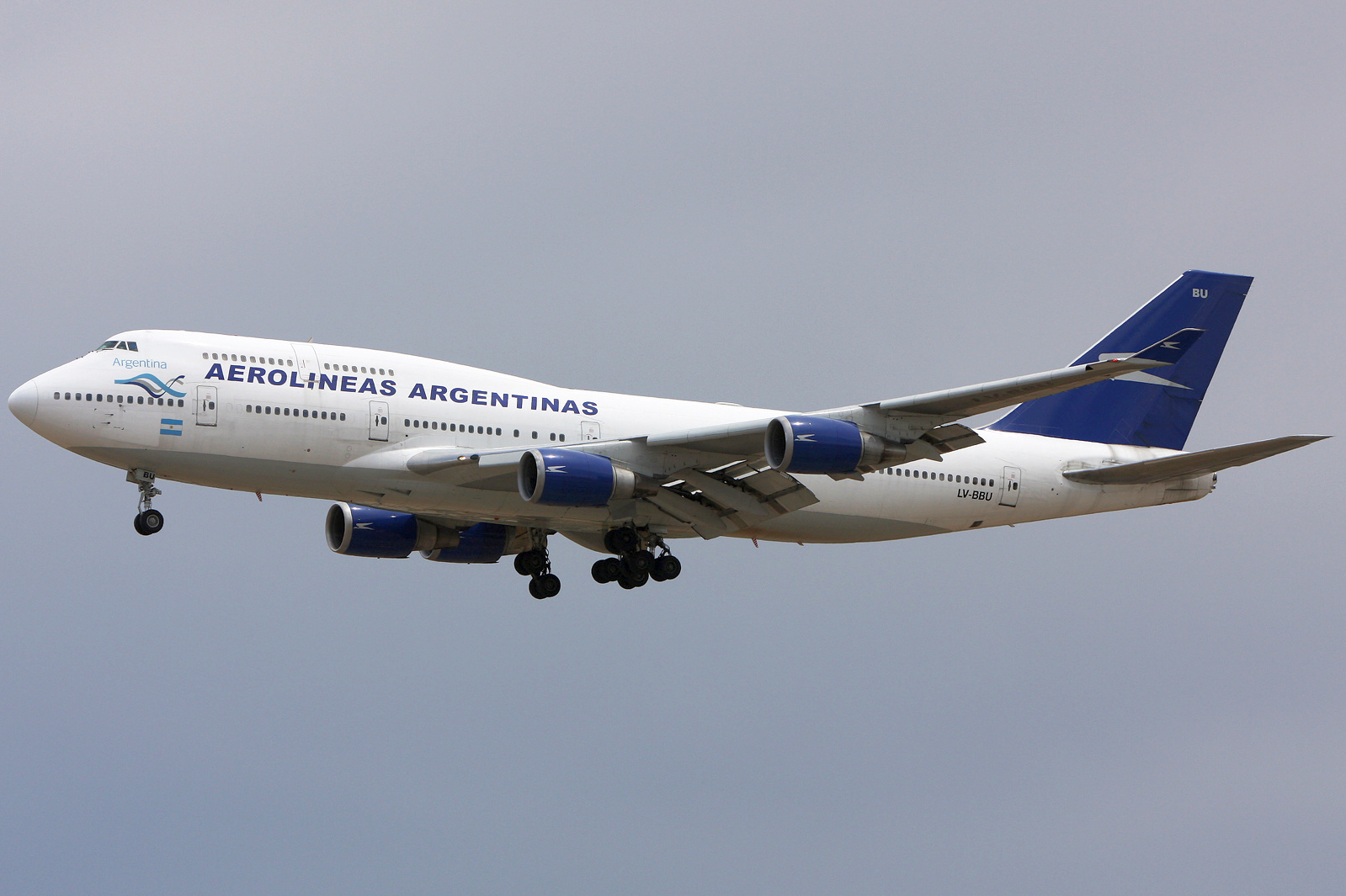
ボーイング747-400
- ボーイング757-200
- コンベア240
- デ・ハビランド DH.106 コメット4
- ダグラス C-47 スカイトレイン
- ダグラス C-54A スカイマスター（英語版）
- ダグラス DC-6
- フォッカー F28
- ホーカー・シドレー 748
- ロッキード コンステレーション
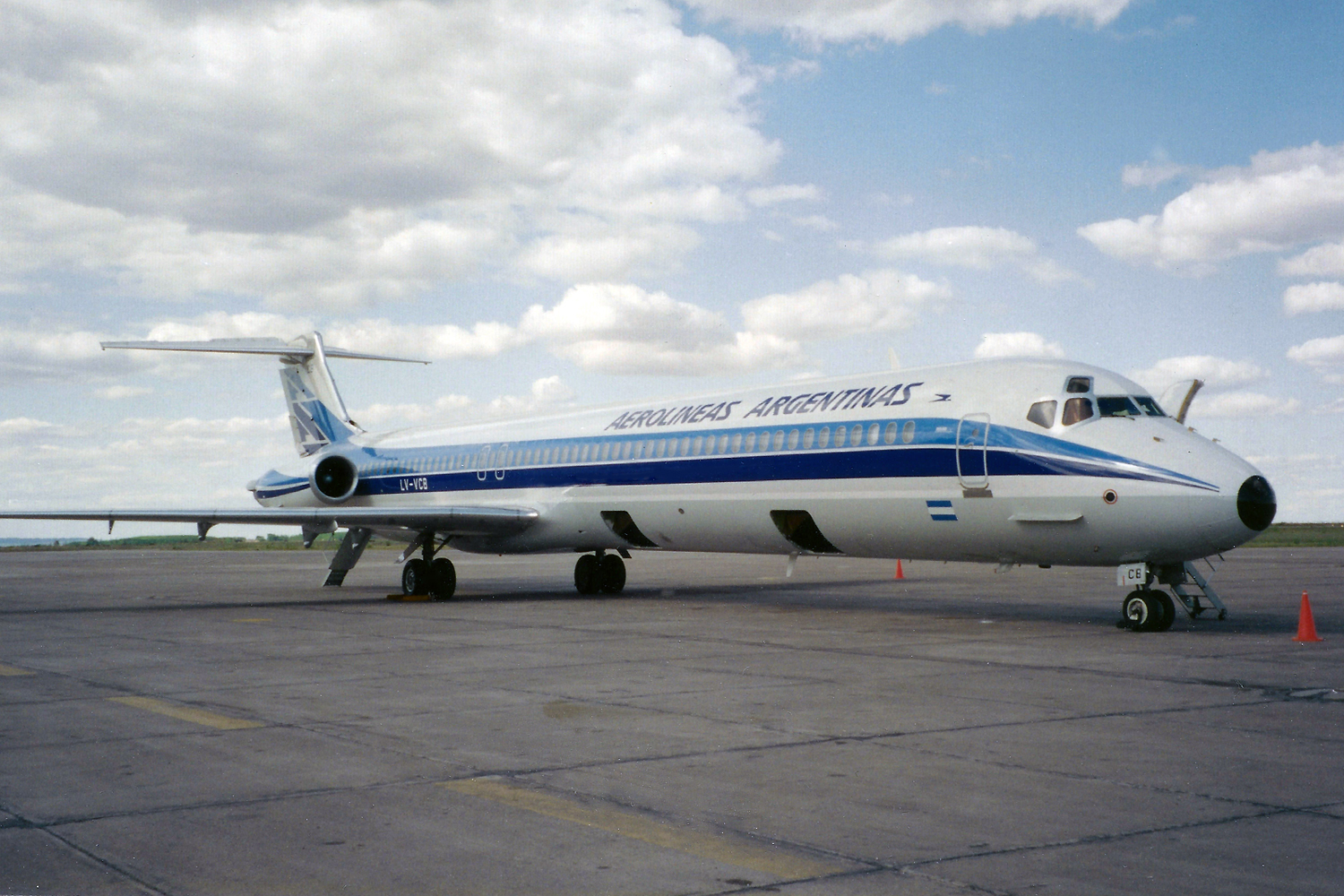
マクドネル・ダグラスMD-83/88
- ショート サンドリンガム（英語版）
- シュド・カラベル
- ビッカース ヴァイキング
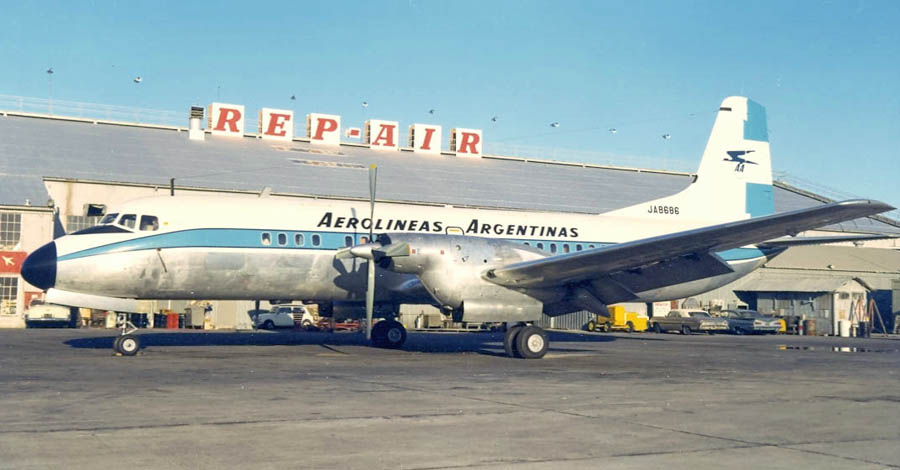
NAMC YS-11

- エアバスA310-300
- エアバスA340-200
- エアバスA340-300
- ボーイング707-320B
- ボーイング727-200Adv
- ボーイング737-200
- ボーイング737-500
- ボーイング747-200B
- ボーイング747-SP
- ボーイング747-400
- マクドネル・ダグラス MD-88
- NAMC YS-11